# 2 Korpus Strzelców
 2 Korpus Strzelców (2 KS) – wyższy związek taktyczny Polskich Sił Zbrojnych.
30 kwietnia 1942 gen. Władysław Sikorski polecił dowódcy Wojska Polskiego na Środkowym Wschodzie generałowi Józefowi Zającowi przystąpić do formowania dowództwa 2 Korpusu Strzelców.
12 września 1942 gen. Sikorski zatwierdził nową organizację wojsk na Środkowym Wschodzie. Rozkazem tym zostały anulowane nazwy: Polskie Siły Zbrojne w ZSRR, Dowództwo Wojska Polskiego na Środkowym Wschodzie i 2 Korpus Strzelców. Dla całości wojska zgrupowanego w tym regionie ustalona została nazwa Armia Polska na Wschodzie.

## Obsada personalna Dowództwa 2 KS
- dowódca korpusu – gen. dyw. Józef Zając (od 15 maja 1942)
- zastępca dowódcy – gen. bryg. Tadeusz Kossakowski
- dowódca artylerii – płk art. dr Roman Odzierzyński
- kwatermistrz – płk dypl. piech. dr Jan Kornaus
- zastępca kwatermistrza – ppłk inż. Adam Wierciak

## Skład organizacyjny korpusu
- Dowództwo 2 Korpusu Strzelców[1]
- dowództwo artylerii 2 Korpusu Strzelców
- 3 Dywizja Strzelców Karpackich
- 4 Dywizja Strzelców
- 2 Brygada Czołgów
- 1 pułk artylerii ciężkiej
- batalion saperów
- batalion  saperów kolejowych
- batalion łączności
- 1 batalion ciężkich karabinów maszynowych
- dowództwo oddziałów zaopatrzenia i transportu + (1 i 2 kompanie transportowe)
- służba warsztatowa z kompanią warsztatową
- parki i składnice
- 12 Sąd Polowy
- 1 i 2 szwadrony żandarmerii
- oddziały sanitarne (szpital wojenny, stacja ewakuacyjna, dom uzdrowieńców)
- inne instytucje wojskowe (poczta polowa, sekcja maskowania, biuro cenzury, referat bezpieczeństwa, sekcja oświaty i kultury, biuro rozrachunkowe)